# Laurids Bruun
Laurids Bruun (Odense, 1864 – Copenaghen, 1935) è stato uno scrittore danese.
Viaggiò a lungo in Europa e Asia, traendo da esperienze svoltesi durante i suoi viaggi le opere Il re di tutti i peccatori (1903) e Il ciclo della famiglia Van Zanten (1930).

## Opere
- 1890 Emma Johnsson
- 1902 Kronen (it. Corone, 1904), romanzo
- 1903 Alle Synderes Konge (it. Il re di tutti i peccatori, 1904)
- 1906 Pan (it. Una strana notte, 1928)
- 1907 Midnatssolen (it. Il sole di mezzanotte, 1908)
- 1908 Van Zantens lykkelige Tyd (it. Il tempo felice di Van Zanten, 1911)
- 1909 At Bygernes Sloegt (it. Dalla stirpe dei Byge, 1918)
- 1911 Van Zanten's forjættede o. (it. L'isola promessa di Van Zanten, 1911)
- 1913 Den ukendte Gud (it. Il Dio sconosciuto, 1920)
- 1930 Hvem var van Zanten (it. L'insensato amore di Van Zanten, 1930)